# 15 Armia Powietrzno-Kosmicznych Sił Specjalnego Przeznaczenia
15 Armia Powietrzno-Kosmicznych Sił Specjalnego Przeznaczenia (ros. 15-я армия воздушно-космических сил особого назначения) – związek operacyjny Wojsk Rakietowych Przeznaczenia Strategicznego Federacji Rosyjskiej, utworzony w 2011.